# Lappby

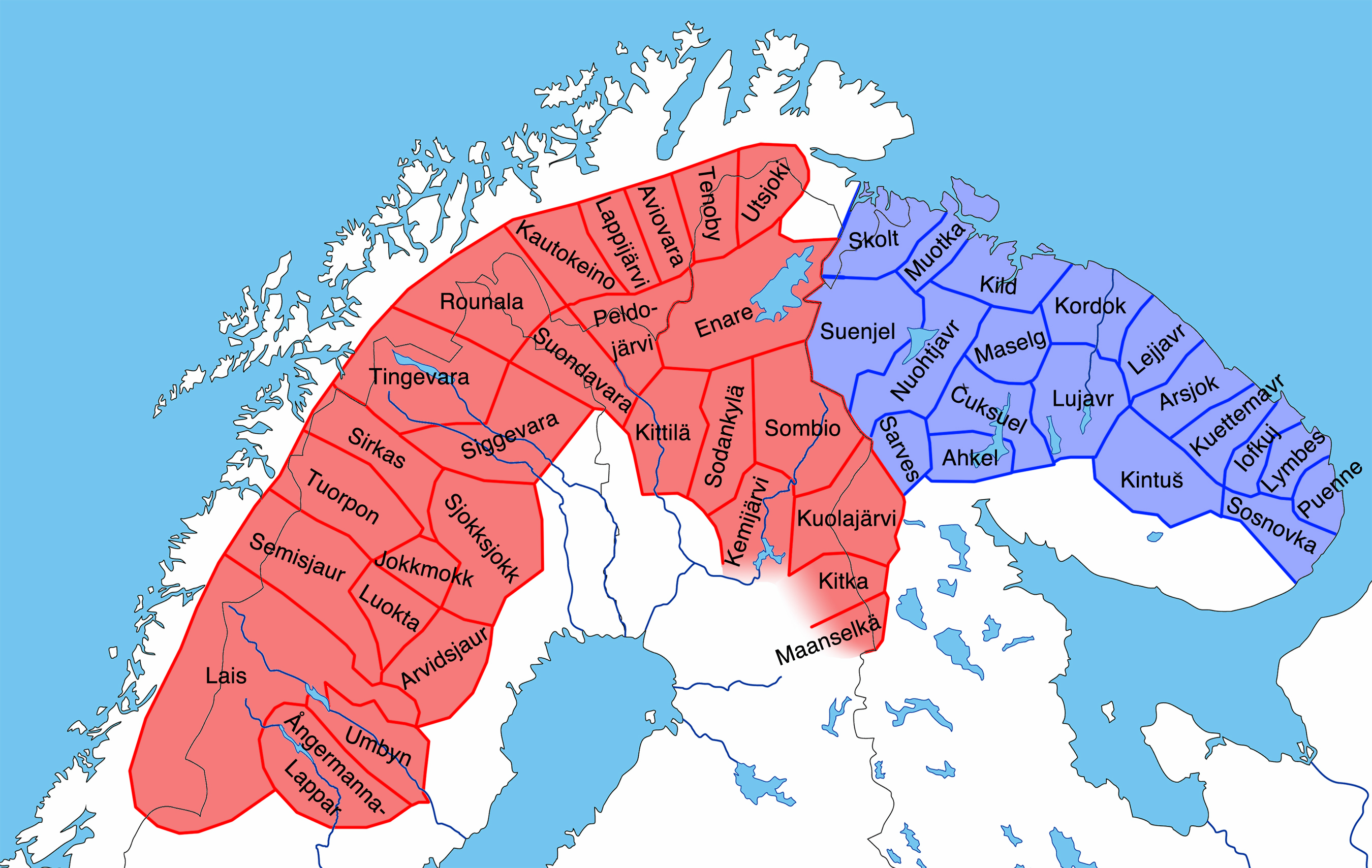
En rekonstruerad kartbild över lappbyarna på 1500- och 1600-talen (rött område) samt början av 1800-talet (blått område).

Lappby var före 1886 en grupp samiska familjer som levde och verkade inom ett visst område och som ursprungligen troligen hade vissa gemensamma institutioner. Lappbyarna är kända till namn och ungefärlig belägenhet från 1500-talet och framåt. I Sverige infördes 1886 i lagstiftningen en ny typ av lappbyar som omfattande andra byområden och som blev föregångare till dagens samebyar.

## Definition
Den samiska befolkningen i nordligaste Sverige, Finland, Norge och Ryssland har åtminstone sedan 1500-talet varit indelade i lappbyar. Från Jämtland söder om Frostviken samt Härjedalen är dock inga byar kända från den tiden. I svenska skatteräkenskaper från Gustav Vasas tid och fram till slutet av 1800-talet tas samerna upp under sina respektive lappbyar. Varje lappby omfattade några tiotal familjer och det landområde som de disponerade. Man vet inte när lappbyarna uppkom, men troligen var de en institution som skapades av samerna själva.
I 1886 års svenska renbeteslag infördes en ny typ av lappbyar, som sedan 1971 kallas för samebyar. Dessa fick en långsmal form, anpassad till en storskalig renskötsel med helnomadism, till skillnad från de gamla lappbyarna, vars områden var rundade. Dagens samebyar har i stor utsträckning samma namn som de gamla lappbyarna, men i övrigt har de knappast något gemensamt med de gamla institutionerna.
Ordet lappby har även använts för att beteckna en mer tillfällig sammanslutning av två eller flera samiska familjer som slagit samman sina hjordar och sköter dem gemensamt, och har kåtor på samma ställe (i samma sameläger eller viste).

## Byarnas belägenhet

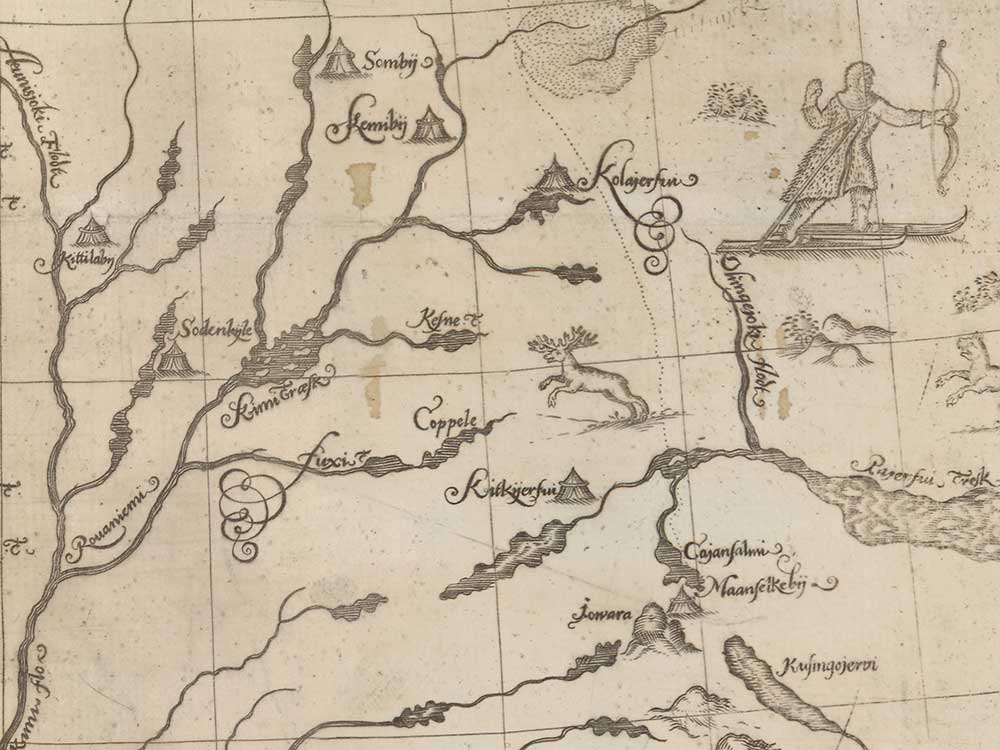
Utsnitt ur Bureus karta över Norden från 1626 som visar Kemi lappmark i nuvarande Finland. Den prickade linjen utvisar hur gränsen mot Ryssland uppfattades. Den stora sjön med många öar på finska sidan är Kemi träsk. I kartans högra del ses Oulankajoki som rinner till Paanajärvi i Karelen. Tältsymbolerna markerar de historiska lappbyarna.

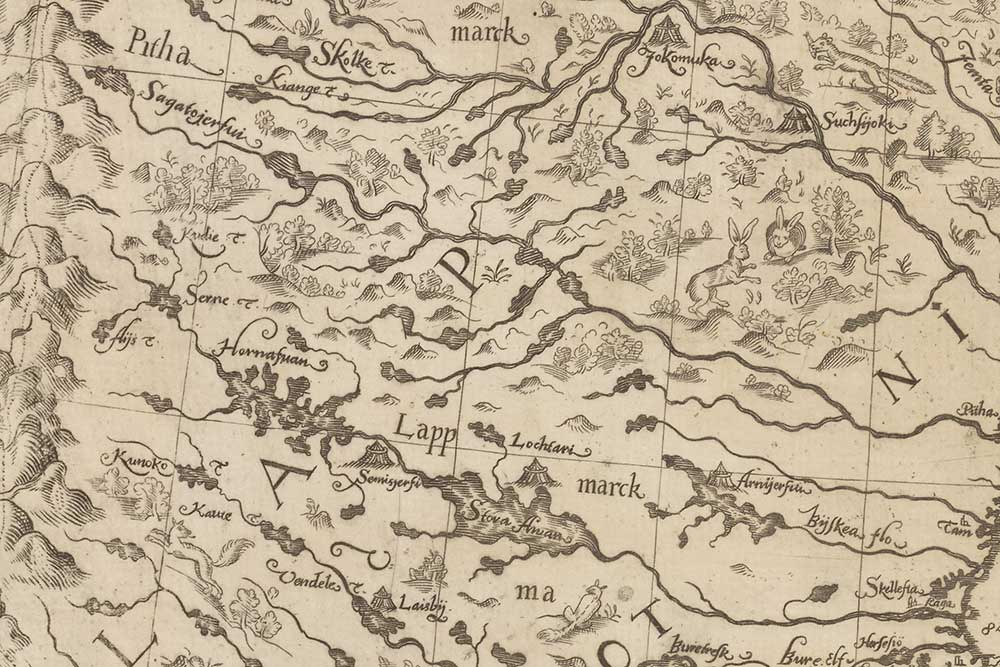
Utsnitt ur Bureus karta över Norden med lappbyarna Jokkmokk och Sjokksjokk i Lule lappmark samt Loktari, Semisjaur, Arvidsjaur och Lais i Pite lappmark.

Lappbyarnas vintersamlingsplatser finns utmärkta på den första detaljerade kartan över Nordkalotten, ritad av Anders Bure 1611.
- Inom Kemi lappmark har Peldojerfi och Kittilaby markerats vid Ounasjoki, Sodenkyle norr om Rovaniemi, Kemiby, Somby och Kolajerfvi vid var sitt biflöde till Kemi älv ovanför Kemi träsk, Enaraby vid Enare träsk samt längst i söder Kitkijerfvi och Maanselkeby vid Oulankajokis översta tillflöden.

- Inom Torne lappmark har Swondawara och Rounela markerats vid Könkämäälven, Tingwara öster om Torne träsk, Segwara lite längre nedströms vid Torneälven, Kautakeni och Awiovara nordost därom samt Tenoby och Utzijoki vid Tana älv.

- Inom Lule lappmark har Torpajaur (Tuorpon) placerats vid Kalixälven samt Suchsijoki (Sjokksjokk), Jokomuka (Jokkmokk), Sirkislucht (Sirkas) och Sijte Sijtouoma vid Luleälven.

- Inom Pite lappmark finner vi Arnijerfell (Arvidsjaur) vid Byskeälven, Lochtari (Luokta) och Semisjerfi (Semisjaur) vid Skellefteälven samt Laisbij vid Vendeles Träsk eller Storvindeln.

Många av namnen känns igen från dagens samebyar, några också från kommuncentra. Samtliga har fått namn efter geografiska platser som är ganska små, inga älvdalar eller vidsträckta regioner. Det har antagits att bynamnen helt enkelt syftar på platsen för vintervistet, vilket också har kunnat styrkas i några fall.

### Lappbyar söder om Pite lappmark
Söder om den gamla Laisbyn är inga gamla vintervisten kända. Ume- och Ångermannasamerna sökte sig under 1500-talet i stället ned till Granö – den översta bondbyn vid Umeälven – för att handla och betala skatt. Ibland fortsatte man även till kungsgården i Umeå.
I 1500-talets skattelängder togs samerna upp under respektive bynamn, men söder om den gamla Laisbyn talade man i stället om Ume respektive Ångermanna lappar.
Detta förändrades efter 1606, då den gamla Laisbyn överfördes från Pite lappmark till Ume lappmark. Därefter användes beteckningen Umbyn i skattelängderna för de samer som tidigare tillhört Ume lappmark. Samtidigt sönderföll den gamla Laisbyn i Ran- eller Laisbyn, Granbyn och Vapsten. Efter anläggandet av Åsele kyrkplats 1648 kom samerna i den gamla Ångermanna lappmark att omtalas som Åselebyn. I Jämtland och Härjedalen är ingen äldre byindelning känd.

## Byliv i äldre tid
De historiska lappbyarna anses vara sammanslutningar som uppkommit inom det samiska samhället och således inte något som införts av administrationen i de olika länderna. Det äldsta ordet för denna sammanslutning anses vara siida. Ordet behöll denna betydelse inom östsamiskt område men kom väster om Enare träsk att betyda ett mer tillfälligt flyttlag. Inom norra Lappland fram till Luleälven kallades lappbyn i stället för čearro (försvenskat tjärro), som är en benämning på de lågfjällstungor som skjuter ut från öster från den egentliga fjällkedjan. Ordet anspelar på fjällsamernas kärnområde, som är just lågfjällsregionen. Söder om Luleälven har lappbyn kallats för čieldi (tjielte). Detta är ett nordiskt lånord (jämför gäld) som syftar på ett skatteuppbördsområde.
Väinö Tanner, som forskade om skolterna i Petsamo-området, hävdade att siten konstituerades av två element: sitjorden och sitfolket. För att en främling skulle få slå sig ned på en främmande sitjord krävdes tillstånd av sitjordens ägare, dvs. siten, eller rättare sagt dess ting, norraz eller sobbar. Detta ting var en sammanslutning av familjeöverhuvuden, vanligtvis familjefäder, med en årligen vald ordförande, oaiv’olmas. Allt land och vatten tillhörde siten, som fördelade fiskesjöarna mellan de olika hushållen.
Tanners beskrivning av den samiska sitorganisationen har kritiserats av Kerstin Kuoljok, som menar att den inte existerade under 1500-talet och fram till åtminstone 1766, eftersom marken på Kolahalvön under denna period hörde till olika kloster och inte kunde disponeras fritt av samerna. Detta faktum hade även tagits upp av Tanner, som menade att samerna i slutet av 1700-talet hade återgått till sina gamla bruk. Kuoljok påpekar dock att det i Ryssland efter 1861 infördes en lokal administration för bondesjälvstyre som var påfallande lik den skoltsamiska sitan som den beskrivits av Tanner. Hon misstänker därför att denna sitorganisation helt enkelt var en produkt av rysk lagstiftning.
Ytterst lite är känt om de gamla byarna inom Sveriges nuvarande gränser. Att det fanns lappbyar inom det nuvarande svenska territoriet när kronan började föra skattelängder på 1500-talet, och att dessa byar vintertid samlades på större boplatser, åtminstone från Pite lappmark och norrut, det är egentligen det enda vi vet. Bristen på kunskap beror på att den gamla samiska samhällsstrukturen förändrades i grunden när Karl IX anlade kyrkplatser i lappmarkerna 1607. Hädanefter måste samerna vistas på kyrkplatsen under en stor del av vintern för att bevista marknad, gudstjänster och ting, varför de gamla vinterboplatserna kom ur bruk. Inomsamiska konflikter togs i ökande utsträckning upp i häradsrätten, där nämndemännen till en början enbart var samer och där samisk sedvanerätt därför kom att få stort inflytande. I den mån samerna på svensk sida hade en tingsordning liknande den skoltsamiska ersattes denna därför alltmer av svensk rättsskipning.
Åtminstone från 1617 och till omkring 1870 fanns i varje by en länsman, som åtnjöt skattefrihet. Denne har ibland setts som efterträdare till den ordförande eller ålderman som antas ha funnits i lappbyarna även inom svenskt område en gång i tiden.
År 1695 införde Karl XI en ny ordning för beskattning av samerna som innebar att skatten lades på lappbyn i stället för på enskilda samer. Det blev länsmannen som fick se till att skatten blev rättvist fördelad mellan byns medlemmar. Genom dessa nya bestämmelser blev lappbyarna så gott som uteslutande ett medel för skatteuppbörden.
Det är okänt vilken roll byarna därefter spelade för samerna själva. Petrus Læstadius, som verkade inom Pite lappmark under början av 1800-talet, kallade lappbyarna för stammar eller pagi på latin. Han tycks således ha uppfattat dem som folkgrupper snarare än som territoriella enheter.